# رشا التقي
رشا التقي (18 أكتوبر 1985 -)، ممثلة لبنانية.

## عن حياتها
ولدت في بيروت لأب لبناني وأم سورية هي الفنانة صباح الجزائري، وخالتها الممثلة الكوميدية سامية الجزائري. كان هدفها بالبداية دخول مجال الإخراج لكنها دخلت للتمثيل عندما شاركت بأدوار صغيرة في الدراما السورية مع والدتها، كان أهمها دور «هدى» الذي قدمته خلال أربع مواسم من مسلسل باب الحارة. وبعد زواجها بعام 2009 ابتعدت عن التمثيل.

## حياتها الأسرية
في عام 2009 تزوجت من «عامر مجذوب» ولهما ابنان.

## أعمالها

### من أعمال التلفزيون
| سنة الإنتاج | اسم المسلسل             | الشخصية      |
| ----------- | ----------------------- | ------------ |
| 2004        | عشنا وشفنا              | عدة شخصيات   |
| 2005        | نزار قباني              |              |
| 2006        | باب الحارة              | هدى          |
| 2007        | الملاك الثائر           | مي زيادة     |
| 2007        | باب الحارة 2            | هدى          |
| 2008        | وجه العدالة             | ضيفة الحلقات |
| 2008        | مواسم الخطر             | خنساء        |
| 2008        | باب الحارة 3            | هدى          |
| 2008        | غفلة الأيام             |              |
| 2008        | هيك تجوزنا حلقات منفصلة | عدة شخصيات   |
| 2008        | الحوت                   | حياة         |
| 2009        | باب الحارة 4            | هدى          |

### في السينما
| سنة الإنتاج | الفيلم      | الشخصية |
| ----------- | ----------- | ------- |
| 2005        | موكب الإباء | رحاب    |

## روابط خارجية
- رشا التقي على موقع IMDb (الإنجليزية)
- رشا التقي على موقع قاعدة بيانات الأفلام العربية